# Pla de l'Arc
|  | Per a altres significats, vegeu «Pla de l'Arc (jaciment)». |

El Pla de l'Arc és una comarca dins de la Plana Alta. De morfologia plana a una altura que no supera els 300 m d'altura i rodejada de muntanyes (Serra d'en Galceran als nord-oest, la Serra d'Orpesa per l'est, el Desert de les Palmes i la Serra de Borriol pel sud) encara que el Penyagolosa corona la plana. Es troba connectada amb els corredors de Maestrat pel nord i pel sud. Aquesta orografia la protegeix de les extremitats climàtiques i meteorològiques permetent el cultiu d'oliveres, ametlers i vinya.
Dins del Pla de l'Arc es localitzen les poblacions de Cabanes de l'Arc (que fa les funcions de capçalera), la Vall d'Alba i Benlloc. Encara que la comarca funcional arriba a integrar a part d'aquests darrers municipis, els de Vilafamés, La Pobla Tornesa, Sant Joan de Moró, Borriol, la Serra d'en Galceran. junt amb les poblacions de la comarca de la Ribera de Torreblanca o Serralada de les Palmes (comarca històrica a part) que són Torreblanca, Benicàssim, Orpesa i la zona costanera del terme de Cabanes conegut com a "Prat d'Albalat".

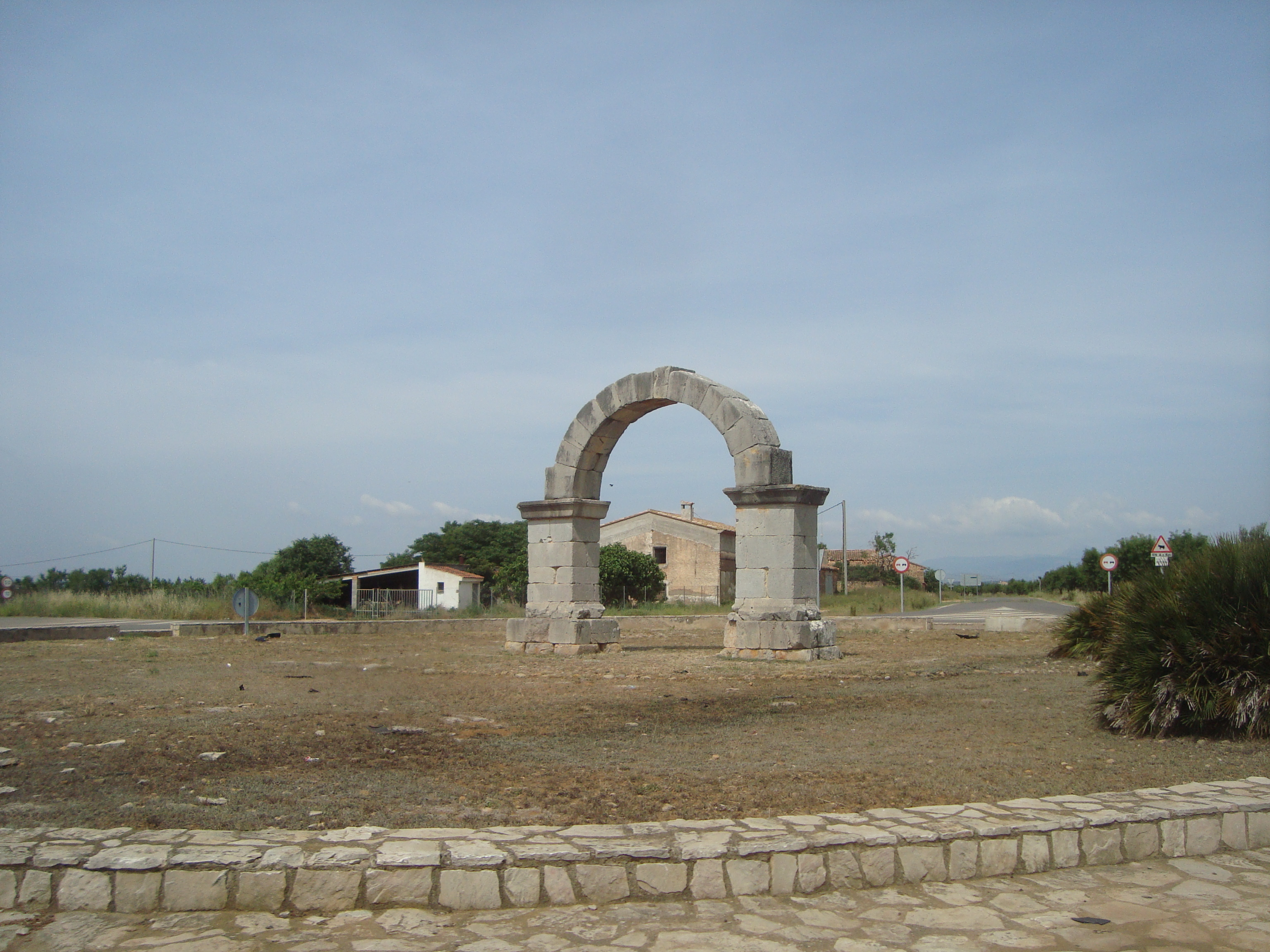
Arc Romà de Cabanes

Al bell mig del pla es troba l'Arc de Cabanes que dona nom a la unitat. Es tracta d'un arc de triomf romà situat als afores de Cabanes, al costat de la Via Augusta i data del segle ii.

## Jornades culturals
Les Jornades Culturals a la Plana de l'Arc són unes jornades o congrés obert al conjunt dels sectors socials, que combina la recerca científica amb la reivindicació i divulgació del patrimoni cultural de la comarca natural de la comarca. La primera edició fou el 1996 a la Pobla Tornesa i s'ha celebrat cada any. El 2011 se celebrà a Borriol, el 2012 a Cabanes, el 2013 a Benlloc i el 2014 a Vilanova d'Alcolea. El 2009 aquestes jornades obtingueren el premi Valencià de l'Any.